# いくよ・くるよのはりきりフライデー
いくよ・くるよのはりきりフライデーは、KBS京都ラジオで1990年4月から2006年3月31日まで毎週金曜日の7:30 - 12:00に放送されていたラジオ番組である。

## 概要
京都市出身の漫才師コンビの今いくよ・くるよを中心にKBSアナウンサーの梶原誠らと共に番組を進行していた。
9時台の『パンチみつおの不幸自慢』はタレントのパンチみつおが担当するコーナーだが、肝心のところをいくよ・くるよに話を突っ込まれて、彼自身が題名どおりになるのがほとんどであった。
毎週、葉書やメールで読まれた人には、いくよ・くるよとその他出演者の似顔絵が書かれている番組オリジナルのQUOカードを5名にプレゼントしていた。
パンチみつおの不幸自慢のコーナーでは、毎週パンチがネタ切れの心配も無く、楽しい（笑える）不幸ネタを「これでもか！」と言う程話すので、毎週共演者やリスナーはパンチみつおの不幸ネタに期待していた。また不幸ネタに突っ込みのメールFAX・「自分の不幸」を不幸自慢に投稿するとパンチみつおのクオカードやトランプをもらえた。
ハイヤングKYOTO等と並んで、KBS京都の歴代の看板番組であった。
2006年3月31日、約16年間883回の放送にピリオド（終止符）が打たれた。
2010年3月26日の10時から11時50分と13時から17時に1日限りの復活。2011年3月25日、「いくよ・くるよのはりきりフライデー60」。2012年3月、2013年3月、2014年3月、2015年3月にもスペシャル番組を放送した。梶原、パンチ、まるむし商店東村は毎回出演した。

## 番組内容
- パンチみつおの不幸自慢
- おしゃれ専科
- 知っとこ滋賀
- スポーツアナ講座
- クイズいくよ・くるよ
- いくよ・くるよのおきばり
- いくよ・くるよのええやんかいさ！
- いくよ・くるよのこんなんどやさ！
- 若手芸人のネタ見せのコーナー

### メインパーソナリティ
- 今いくよ・くるよ
地方公演などで出られない時には、シルク、西川かの子がピンチヒッターとして出演したことも有った。

### アシスタント
- 久保房郎（2005年3月25日まで出演、その後KBS京都を定年退職）
- 梶原誠（2005年4月から番組終了時まで）

### 他の出演者
- パンチみつお
- 大石良一（1990年～1998年頃まで）
- 大石こいし（1995年～1998年頃まで）

### 番組内のミニ番組
- 「武田鉄矢・今朝の三枚おろし」
- 「TOYOTA DRIVING TALK」（2005年4月から放送）

### 番組時間の移り変わり
- 1992年4月～2003年3月（7:00～12:00）
- 2003年4月～2006年3月（7:30～12:00）

### 歴代ラジオカーレポーター
- 江本龍彦、信楽ポン子（1992年当時）
- あさり・かつお（2002年当時）
- レギュラー（～2005年3月まで）
- ミサイルマン（2005年4月から番組終了時まで）

## 4年ぶりの復活
2010年3月26日に「〜春の“どやさ”スペシャル〜いくよくるよのはりきりフライデー復刻版」として復活した。放送時間は10:00～12:00と13:00～17:00の2部構成で放送された。
翌2011年3月25日にもKBS京都開局60周年記念「〜春の“どやさ”スペシャル〜いくよくるよのはりきりフライデー」として再度復活。放送時間は10:00～12:00と13:00～17:00の2部構成で放送された。